# Shanghai Doli Photographic Equipment
Die Shanghai Doli Photographic Equipment Co., Ltd., ist eine im Januar 1997 gegründete Aktiengesellschaft mit Sitz in Shangai. Die Produktionsfläche beträgt mehr als 7000 m².
Geschäftszweck ist die Produktion und der Vertrieb von digitalen Minilabs. Das Unternehmen hat auf der PMA in Las Vegas mehrmals die vorderen Plätze belegt.
Im Jahr 2002 erhielte es die ISO 9001:2000-Zertifizierung. Es folgte die Kennzeichnung mit CE/TÜV/GS für Exporte nach  Europa und mit UL/CAN/CSA für Exporte nach Vereinigten Staaten von Amerika und Kanada.
Es ist der größte chinesische Lieferant auf dem Weltmarkt für digitale Minilabs.